# Lubowidz (gmina)
Pour les articles homonymes, voir Lubowidz.
La gmina de Lubowidz est un district administratif situé en milieu rural du powiat de Żuromin dans la voïvodie de Mazovie, dans le centre-est de la Pologne.
Son siège administratif (chef-lieu) est le village de Lubowidz, qui se situe environ 7 km au nord-ouest de Żuromin (siège de la powiat) et 127 km au nord-ouest de Varsovie (capitale de la Pologne).
La gmina couvre une superficie de 190,81 km2 pour une population de 7 339 habitants en 2006.

## Histoire
De 1975 à 1998, la gmina appartenait administrativement à la voïvodie de Ciechanów.

## Géographie

### Villages
La gmina de Lubowidz comprend les villages et localités de :

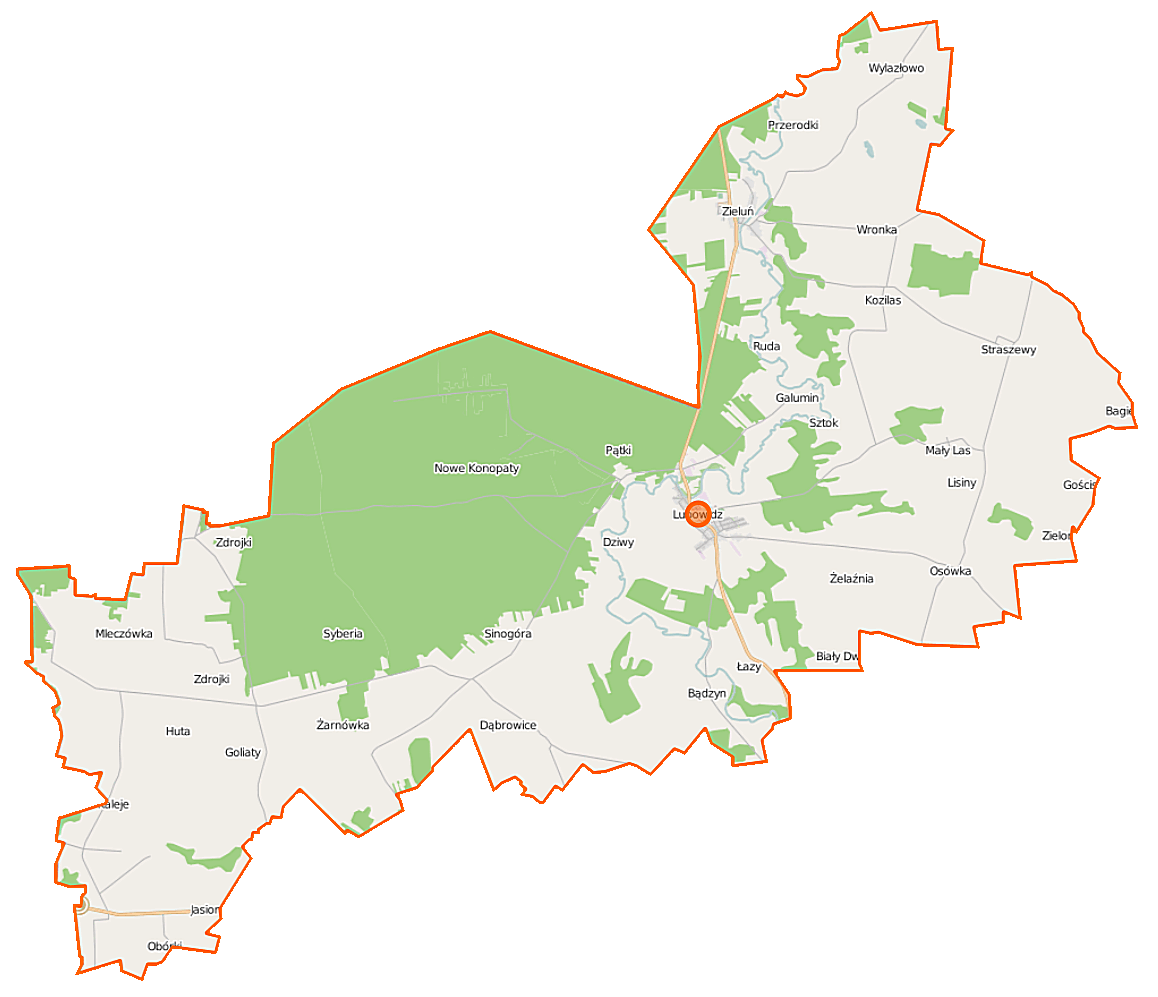
Plan de la gmina

- Bądzyn
- Biały Dwór
- Cieszki
- Dziwy
- Galumin
- Goliaty
- Huta
- Jasiony
- Kaleje
- Kipichy
- Konopaty
- Kozilas
- Łazy
- Lisiny
- Lubowidz
- Majdany-Leśniczówka
- Mały Las
- Mleczówka
- Obórki
- Osówka
- Pątki
- Pątki-Ośniak
- Pątki-Pieńki
- Płociczno
- Przerodki
- Przerodki-Kosmal
- Purzyce
- Ruda
- Ruda Kurzyska
- Rynowo
- Sinogóra
- Sinogóra-Psota
- Sinogóra-Rozwozinek
- Straszewy
- Suchy Grunt
- Syberia
- Syberia-Wapniska
- Sztok
- Toruniak
- Wronka
- Wylazłowo
- Żarnówka
- Zatorowizna
- Zatorowizna-Kresy
- Zdrojki-Chojnowo
- Zdrojki-Piegowo
- Żelaźnia
- Zieluń

### Gminy voisines
La gmina de Lubowidz est bordée des gminy de :
- Górzno
- Kuczbork-Osada
- Lidzbark
- Lutocin
- Skrwilno
- Świedziebnia
- Żuromin

## Structure du terrain
D'après les données de 2002, la superficie de la commune de Lubowidz est de 190,81 km2, répartis comme telle :
- terres agricoles : 59 %
- forêts : 36 %

La commune représente 23,7 % de la superficie du powiat.

## Démographie
Données du 30 juin 2004 :
| Description        | Total  | Total | Femmes | Femmes | Hommes | Hommes |
| ------------------ | ------ | ----- | ------ | ------ | ------ | ------ |
| Unité              | Nombre | %     | Nombre | %      | Nombre | %      |
| Population         | 7 409  | 100   | 3 824  | 51,6   | 3 585  | 48,4   |
| Densité (hab./km²) | 38,8   | 38,8  | 20     | 20     | 18,8   | 18,8   |